# Jennifer Finnigan
Jennifer Christina Finnigan (Montréal, 1979. augusztus 22. –) háromszoros Daytime Emmy-díjas kanadai színésznő.
2000 és 2004 között Bridget Forrestert alakította a Gazdagok és szépek című amerikai szappanoperában. A szereppel három Daytime Emmy-díjat szerzett, mint legjobb fiatal színésznő (drámasorozat). 2005-től 2007-ig a CBS Magánügyek című bűnügyi drámasorozatának főszereplője volt. 
2010-től egy éven át az ABC Jobb veled című szituációs komédiájában volt látható főszereplőként. Ezt az FX Tyrant – A vér kötelez (2014–2016) és a CBS Megmentés (2017–2018) sorozatai követték.
Filmjei közé tartozik a Szex a lelke mindennek című vígjáték, mely rendezői debütálása is volt. 

## Pályafutása
Az 1990-es évek végén olyan kanadai sorozatokban vállalt vendégszerepléseket, mint a Nikita, a bérgyilkosnő. A 2000-es évek elején az Amerikai Egyesült Államokba költözött és megkapta Bridget Forrester szerepét a Gazdagok és szépek című szappanoperában. 2004 januárjáig játszotta Forrestert, drámai alakításért három egymást követő évben tüntették ki a legjobb fiatal színésznőnek járó Daytime Emmy-díjjal. 2000-ben az igaz történet alapján készült The Stalking of Laurie Show című tévéfilm címszereplőjét, az 1991-ben meggyilkolt 16 éves Laurie Showt játszotta.
2004-ben 10 rész erejéig a Bostoni halottkémek szereplője volt, mint Dr. Devan Maguire patológus. Ezt a Committed című amerikai szituációs komédia követte, ismét főszereplőként, de a sorozatot hamar törölték a műsorról. 2005 és 2007 között a Stephen King regényéből készült A holtsáv visszatérő szereplőjeként tűnt fel.
Szintén 2005-ben osztották rá a CBS Magánügyek című drámasorozatának főszerepét. 2007-ig alakította Annabeth Chase helyettes kerületi ügyésznőt, majd ezt a műsort is elkaszálták. 2008-ban férjével, Jonathan Silvermannel szerepelt a Beethoven nagy áttörése című DVD-filmben. 2010–2011 között az ABC mindössze egy évadot megélt Jobb veled című szitkomjának lett a főszereplője.
2013-ban a TNT orvosi drámasorozatának, a Monday Mornings-nak lett az egyik főszereplője, melyben férje is feltűnt. Ebből a sorozatból is csupán egyetlen évad készült. 2014-től 2016-ig három évadon át egy politikai drámasorozat, a Tyrant – A vér kötelez szereplője lett. 2017-ben a Megmentés című kétévados sci-fi drámasorozat főszereplője lett, Grace Barrowst, a Pentagon sajtótitkárát alakítva.

## Magánélete
2007. június 7-én ment feleségül Jonathan Silverman színészhez, a ceremóniát a görögországi Míkonosz szigetén tartották. Lányuk, Ella Jack 2017. szeptember 29-én jött világra.

## Filmográfia

### Film
| Év   | Magyar cím              | Eredeti cím                 | Szerep           | Magyar hang    |
| ---- | ----------------------- | --------------------------- | ---------------- | -------------- |
| 2006 |                         | High Hopes / Nice Guys      | Morgan           |                |
| 2006 | Pingvin-show            | Farce of the Penguins       | Valerie (hangja) | Martin Adél    |
| 2008 |                         | The Coverup                 | Nancy Pepper     |                |
| 2008 | Beethoven nagy áttörése | Beethoven's Big Break       | Lisa             | Németh Kriszta |
| 2011 |                         | Conception                  | Laurie           |                |
| 2014 | Szex a lelke mindennek  | A Bet's a Bet               | Stephanie        | Németh Kriszta |
| 2017 | Andover                 | Dawn Slope                  |                  |                |
| 2017 |                         | Icky: An American Dog Story | Kool Kitty       |                |

### Televízió
| Év        | Magyar cím                   | Eredeti cím                     | Szerep                    | Megjegyzések                                               |
| --------- | ---------------------------- | ------------------------------- | ------------------------- | ---------------------------------------------------------- |
| 1996      |                              | My Hometown                     | Sylvia                    | 1 epizód                                                   |
| 1998      |                              | The Mystery Files of Shelby Woo | Christie Sayers           | 3 epizód                                                   |
| 1999      | Farkas a suliban             | Big Wolf on Campus              | Vesper                    | 1 epizód                                                   |
| 1999–2000 |                              | Student Bodies                  | Kim McCloud               | főszereplő (3. évad)                                       |
| 2000      | Nikita, a bérgyilkosnő       | La Femme Nikita                 | Dory                      | 1 epizód                                                   |
| 2000      |                              | Are You Afraid of the Dark?     | Tara Martin               | 1 epizód                                                   |
| 2000      |                              | The Stalking of Laurie Show     | Laurie Show               | tévéfilm                                                   |
| 2000–2004 | Gazdagok és szépek           | The Bold and the Beautiful      | Bridget Forrester         | állandó szereplő (501 epizód)                              |
| 2001      | Largo Winch – Az igazságtevő | Largo Winch                     | Tamara Ross               | 1 epizód                                                   |
| 2004      | Bostoni halottkémek          | Crossing Jordan                 | Dr. Devan Maguire         | visszatérő szerep 10 epizód (3-4. évad)                    |
| 2005      |                              | Committed                       | Marni Fliss               | főszereplő (13 epizód)                                     |
| 2005–2007 | A holtsáv                    | The Dead Zone                   | Alex Sinclair             | 3 epizód                                                   |
| 2005–2007 | Magánügyek                   | Close to Home                   | Annabeth Chase            | - főszereplő (43 epizód) - magyar hangja: - Németh Kriszta |
| 2009      |                              | Inside the Box                  | Lauren Thomas             | tévéfilm                                                   |
| 2009      | A győztes is veszít          | What Color Is Love?             | Nicole Alpern             | tévéfilm                                                   |
| 2010      |                              | Shadow Island Mysteries         | Claire La Foret           | minisorozat (2 epizód)                                     |
| 2010–2011 | Jobb veled                   | Better with You                 | Madeleine "Maddie" Putney | főszereplő (22 epizód)                                     |
| 2011      | Psych – Dilis detektívek     | Psych                           | Barbie                    | - 1 epizód - magyar hangja: - Zsigmond Tamara              |
| 2013      |                              | Monday Mornings                 | Dr. Tina Ridgeway         | főszereplő (10 epizód)                                     |
| 2013      |                              | Baby Sellers                    | Nic Morrison nyomozó      | tévéfilm                                                   |
| 2014      |                              | Wild Card                       | Eliza Evans               | 1 epizód                                                   |
| 2014–2016 | Tyrant – A vér kötelez       | Tyrant                          | Molly                     | főszereplő (32 epizód)                                     |
| 2015      |                              | Angel of Christmas              | Susan                     | tévéfilm                                                   |
| 2017      | Kutyák és jogászok           | Walking the Dog                 | Kristie                   | tévéfilm                                                   |
| 2017–2018 | Megmentés                    | Salvation                       | Grace Barrows             | főszereplő (26 epizód)                                     |
| 2018      | Üdv Karácsonyban             | Welcome to Christmas            | Madison Lane              | tévéfilm                                                   |
| 2021–2023 |                              | Moonshine                       | Lidia Bennett             | főszereplő (24 epizód)                                     |

## Fordítás
- Ez a szócikk részben vagy egészben  a   Jennifer Finnigan című angol Wikipédia-szócikk ezen változatának fordításán alapul.  Az eredeti cikk szerkesztőit annak laptörténete sorolja fel. Ez a jelzés csupán a megfogalmazás eredetét és a szerzői jogokat jelzi, nem szolgál a cikkben szereplő információk forrásmegjelöléseként.